# Великое извержение годов Хоэй
«Великое извержение годов Хоэй» (яп. 宝永大噴火 Хо:эй дай функа) — извержение стратовулкана Фудзи, высочайшего вулкана Японии, произошедшее в период Эдо. Оно началось 16 декабря 1707 года (23 дня 11 месяца 4 года эры Хоэй по японскому календарю) и закончилось 1 января 1708 (9 дней 12 месяца 4 года Хоэй). По состоянию на 2025 год это последнее извержение Фудзи.

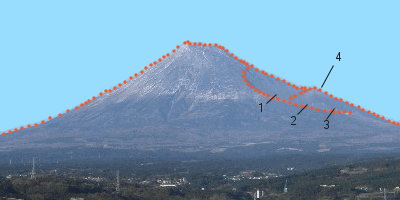
Фудзи, вид с юга: кратеры № 1, № 2, № 3 и Хоэй-дзан (4)

Лава из кратера не вытекала, однако вулкан выбросил около 800 миллионов кубических метров пепла, облака которого распространились на большие территории и накрыли даже город Эдо (нынешний Токио), находившийся в сотне километров. Раскалённые обломки горной породы и пепел выпали на землю в провинциях Идзу, Каи, Сагами и Мусаси. Извержение произошло на востоко-юго-восточном склоне, образовав 3 новых кратера, названные соответственно Кратер Хоэй № 1, № 2 и № 3. Оно длилось несколько дней — за начальным землетрясением и выбросом пепла с обломками последовал новый, более мощный выброс несколько дней спустя.
«Сто видов Фудзи» Кацусики Хокусая включают изображение маленького кратера на восточном склоне, представлявшего собой вторичную область извержения и названного Хоэй-дзан (гора Хоэй).